# Valtatie 3

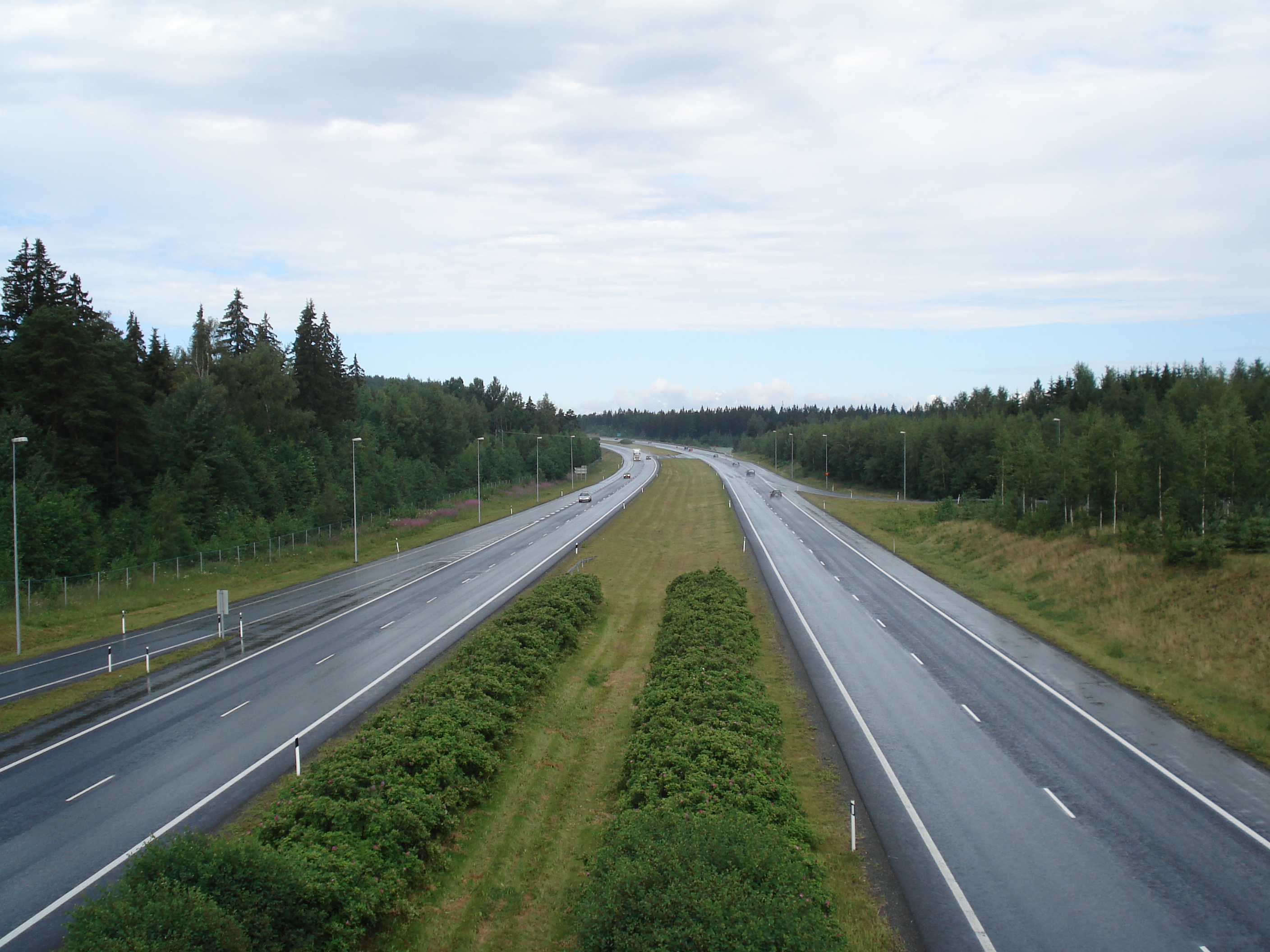
La Valtatie 3 nei pressi di Parola, Hattula

La Valtatie 3 (in svedese Riksväg 3) è una strada statale finlandese. Ha inizio a Helsinki e si dirige verso nord-ovest, verso il Golfo di Botnia, dove si conclude dopo 424 km nei pressi di Vaasa.

## Percorso
La Valtatie 3 tocca i comuni di Vantaa, Nurmijärvi, Hyvinkää, Riihimäki, Janakkala, Hämeenlinna, Hattula, nuovamente Hämeenlinna, Valkeakoski, Akaa, nuovamente Valkeakoski, Lempäälä, Tampere, Pirkkala, Nokia, nuovamente Tampere, Nokia, Ylöjärvi, Hämeenkyrö, Ikaalinen, Parkano, Jalasjärvi, Kurikka, Ilmajoki, Isokyrö, Laihia e Korsholm.